# ばか面踊り
ばか面踊り（ばかめんおどり）は、千葉県船橋市に伝わる伝統的な舞踊である。

## 起源
江戸時代に漁師町として栄えていた船橋市では、幕末に戊辰戦争の一つである市川・船橋戦争の戦場となり、その戦火によって町の広範囲で火災が発生した。これによってそれまで漁師町に伝わってきた神輿や山車が全て焼失し、それ以降祭りが行えない時代が続いたとされている。そんな中、明治20年代後半から30年代初めにかけて、疫病の流行や海難事故、不漁などの厄災が次々と発生し、これは厄払いや戦争以来行えなかった祭りの再興の気運となった。1900年（明治33年）、漁師と住民らは厄払い、海上の安全、豊漁を祈願して船橋大神宮・八剱神社に神輿を奉納し、祭りを再興した。その際、神輿の先導役となった若い漁師達が葛西や鷺沼などから招いた演者から習い覚え、厄を払い安全と大漁を願う儀式として夏祭りに奉納したのがばか面踊りである。

## 概要
「ひょっとこ」、「おかめ」、神獣「天狐」などのお面を着け、お囃子に合わせて滑稽な仕草を交えて踊る。10以上の保存団体が継承しており、船橋市内で毎年行われている「ふなばし市民まつり」の目玉行事としても定着した。